# Fidelis Schönlaub
Fidelis Schönlaub (* 24. April 1805 in Wien; † 20. Dezember 1883 in München) war ein Bildhauer.

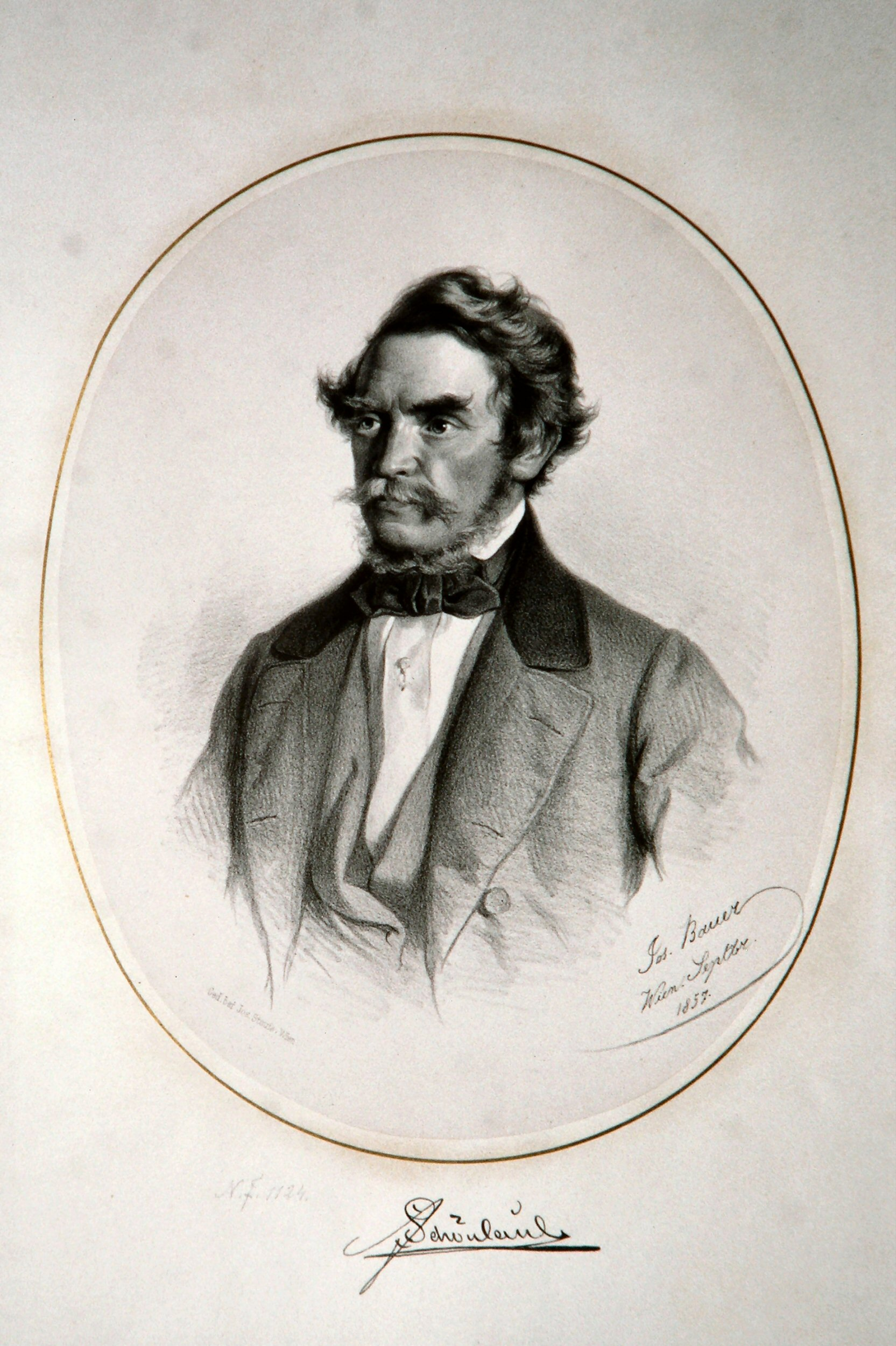
Fidelis Schönlaub, Lithographie von Josef Anton Bauer, 1857

## Leben

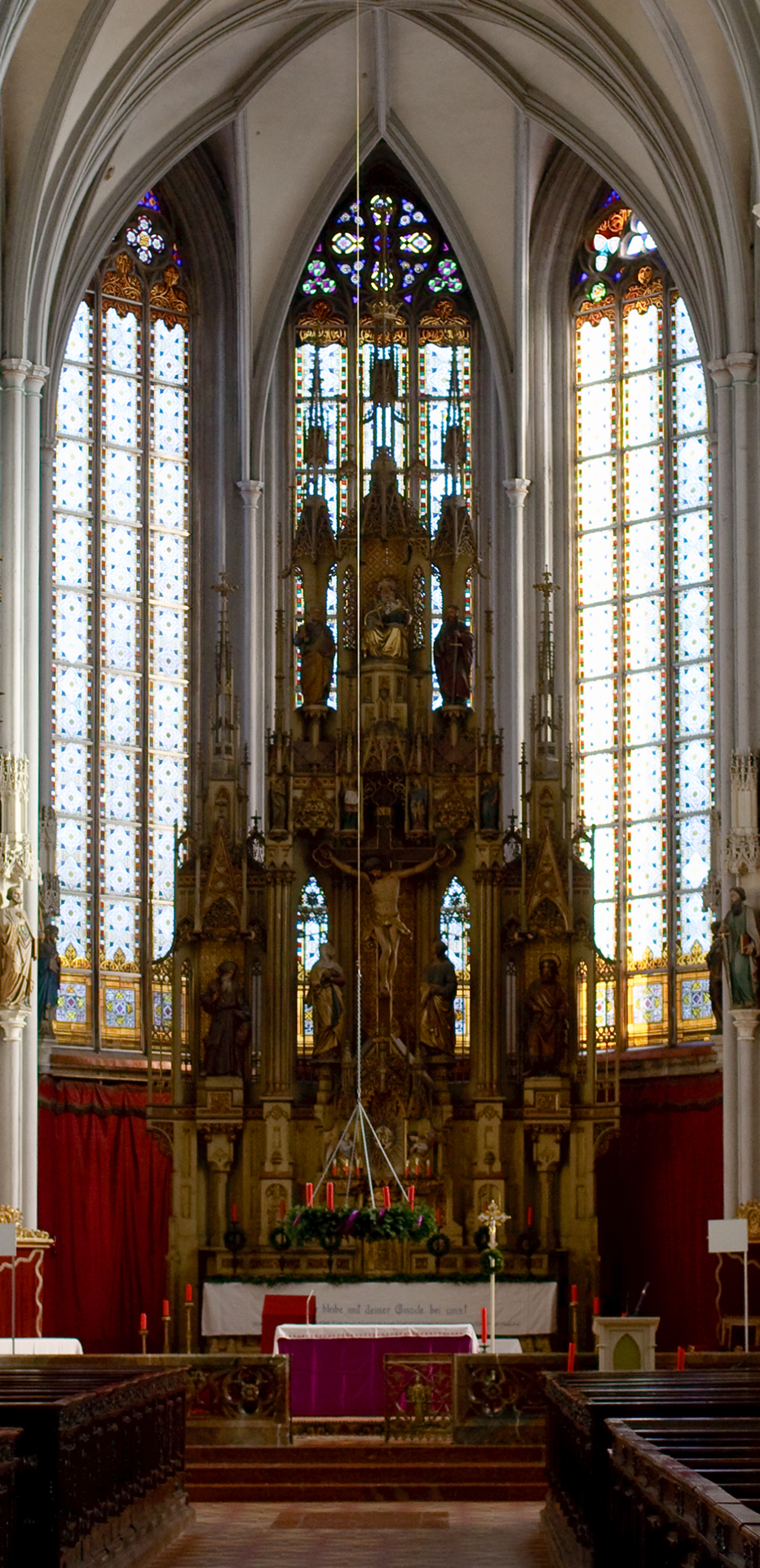
Der Hochaltar der Steyrer Stadtpfarrkirche

Der Sohn des Hofbildhauers Franz Schönlaub (1765–1832) lernte zunächst bei seinem Vater die Bildhauerei, bevor er zu Josef Klieber an die Akademie der bildenden Künste Wien wechselte. 1830 zog Schönlaub nach München, wo er bei Ludwig von Schwanthaler an der Akademie der Bildenden Künste München unterkam. Dieser erkannte das Talent von Schönlaub und nahm ihn nach Rom mit, wo sie unter anderem Studien für die Walhalla vornahmen.
Ab 1835 war Schönlaub als selbständiger Bildhauer tätig und übernahm nach der Erkrankung von Schwanthaler dessen Verpflichtungen an der Münchener Akademie von 1839 bis 1849. Für ein Relief, das er zum Gedächtnis an Kaiser Maximilian von Mexiko in Wien erstellte, erhielt Schönlaub von Kaiser Franz Joseph als Auszeichnung einen Brillantring.

## Werke
Schönlaub war zu Lebzeiten ein populärer Bildhauer mit hoher Auftragsdichte. Bekanntere Werke sind unter anderem:
- diverse Skulpturen und Taufstein für den Bamberger Dom bei dessen Purifizierung
- diverse Skulpturen für die Ludwigskirche in München und den Regensburger Dom
- Relief der Portale von St. Bonifaz in München
- für die Ruhmeshalle der Bavaria in München erstellte er sieben Büsten, unter anderem von Jakob Balde, Conrad Celtis, Nikolaus Hieronymus Gundling und Balthasar Neumann
- 1856 Hochaltar in der Stadtpfarrkirche Steyr
- 1859 Hochaltar und Kanzel in der Pfarrkirche Sipbachzell